# Adalberto Sifredi
Adalberto Sifredi (Buenos Aires, 17 gennaio 1922 – ...) è stato un calciatore argentino, di ruolo centrocampista.

## Carriera
Giocò in Serie A con la Salernitana.